# Нитрид скандия
Нитрид скандия — бинарное неорганическое соединение металла скандия и азота с формулой ScN, синие кристаллы, реагирует с водой.

## Получение
- Нагревание скандия, его гидрида или карбида и азотной атмосфере:

{\displaystyle {\mathsf {2Sc+N_{2}\ {\xrightarrow {800-900^{o}C}}\ 2ScN}}}
{\displaystyle {\mathsf {2ScH_{3}+N_{2}\ {\xrightarrow {800-900^{o}C}}\ 2ScN+3H_{2}}}}
{\displaystyle {\mathsf {Sc_{4}C_{3}+2N_{2}\ {\xrightarrow {1200^{o}C}}\ 4ScN+3C}}}
- Восстановление оксида скандия углеродом в азотной атмосфере:

{\displaystyle {\mathsf {Sc_{2}O_{3}+C+N_{2}\ {\xrightarrow {1300^{o}C}}\ 2ScN+3CO}}}

## Физические свойства
Нитрид скандия образует синие кристаллы 
кубической сингонии, пространственная группа F m3m, параметры ячейки a = 0,445 нм, Z = 4.

## Химические свойства
- Реагирует с водой:

{\displaystyle {\mathsf {ScN+3H_{2}O\ {\xrightarrow {}}\ Sc(OH)_{3}+NH_{3}}}}